# Matteo (Sänger)

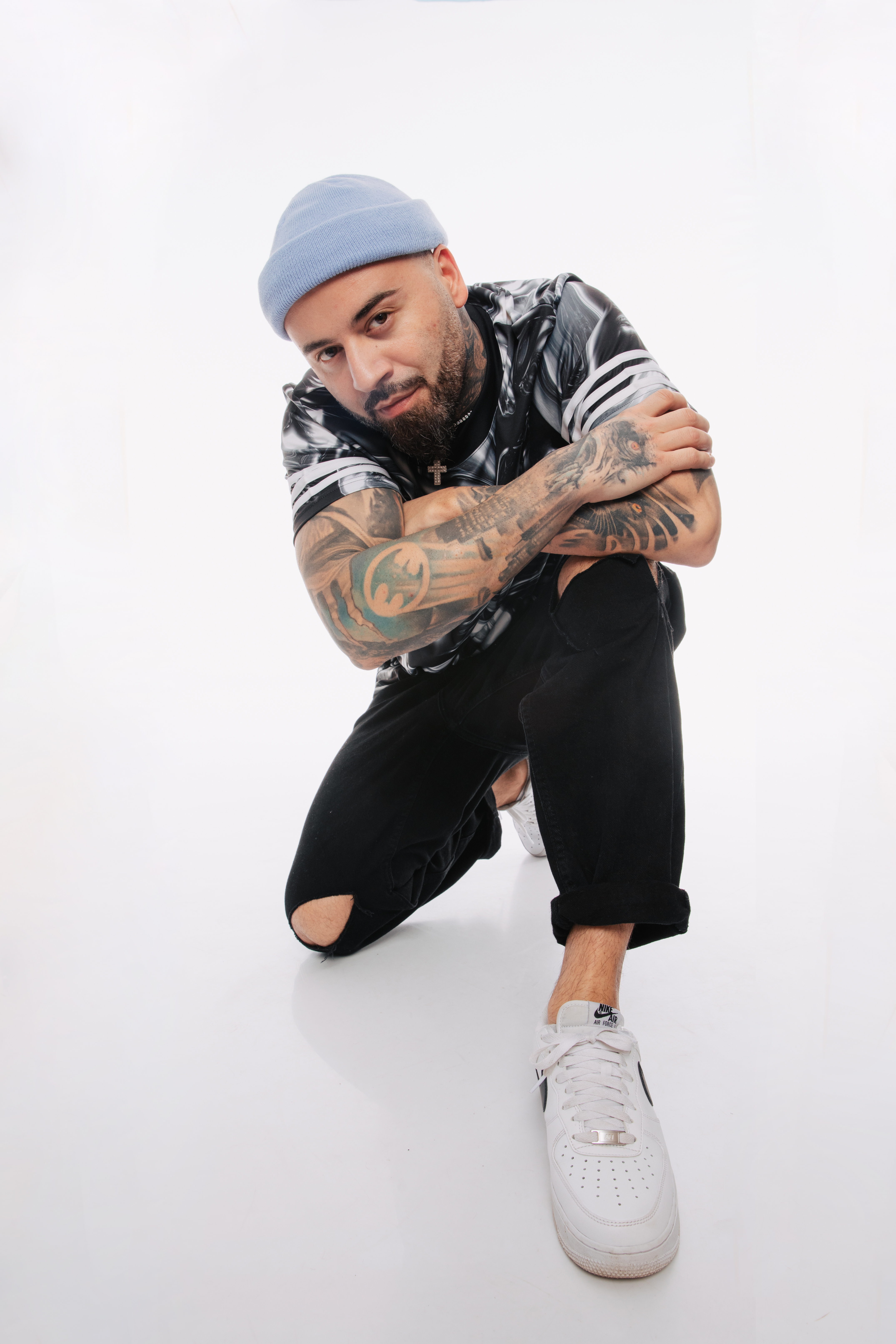
Matteo, 2021

Matei Anton Aurel Eugen Ioan Florentin Vasiliu (* 22. Dezember 1984), bekannt als Matteo, ist ein rumänischer Popsänger.

## Leben
Seine Mutter ist die Schriftstellerin Alexandra Vasiliu, sein Vater wurde in der rumänischen Revolution 1989 am 23. Dezember erschossen. Matteo besuchte das deutsche Hermann-Oberth-Gymnasium in Bukarest und die Bukarester Universität Universität Spiru Haret.
Er war mit der Sängerin Delia Matache liiert, besser bekannt als Delia. Er nahm 2015 in der achten Staffel an der Fernsehshow Te cunosc de undeva! teil, die von Florin Ristei gewonnen wurde. Es handelt sich dabei um die rumänische Version der spanischen Reality-TV-Gesangsshow Tu Cara Me Suena.

## Musik
Matteo wurde bekannt durch eine Zusammenarbeit mit Loredana Groza und veröffentlichte 2006 mit ihr den Song Departe, departe. Weitere Kollaborationen hatte er mit der rumänischen Girlgroup Wassabi (Have some fun with 21, 2006), Delia (Listen-Up und No No No, 2007), Cream și Marius Moga (Știu ce-ți place, 2007), Narcotic Sound & Christian D (Mamasita, 2010) sowie Alex Velea, Anda Adam, DJ Rynno & Silvia, Amsterdam Avenue, Bloggers, Taraful din Clejani, Connect-R (Sunshine, 2011), Lidia Buble (Mi-e bine, 2016), Anna Lesko (Arunca-mă, 2016) und Uddi (Bună Mărie, 2017).
Seine Soloveröffentlichungen ab 2010 platzierten sich hoch in den rumänischen Airplay-Charts, so Lovaman (2010), Champion (mit Lee More), Bonita (2011) und Push It (2012). Sein Ragga-Lied Amândoi war 2013 ein Erfolg mit Platz 10 bei MediaForest România und dem zweiten Platz der Jahrescharts.
Sein Lied Panama aus dem Jahre 2013 wurde 2017 in der Volksrepublik China und in Thailand ein großer Video-Hit mit Videos von dort selbst erstellten Tanzchoreographien. Das Originalvideo hat auf YouTube mit Stand Dezember 2023 mehr als 180 Millionen Aufrufe.
Einen Nummer-eins-Hit in Bulgarien hatte er 2022 mit der bulgarischen Sängerin Dara mit dem Titel Call Me, den er mitkomponiert hatte.

## Auszeichnungen
- 2014: Nominiert für den Romanian Music Award in der Kategorie „Best Dance“ für Andale[5]